# Täby simhall

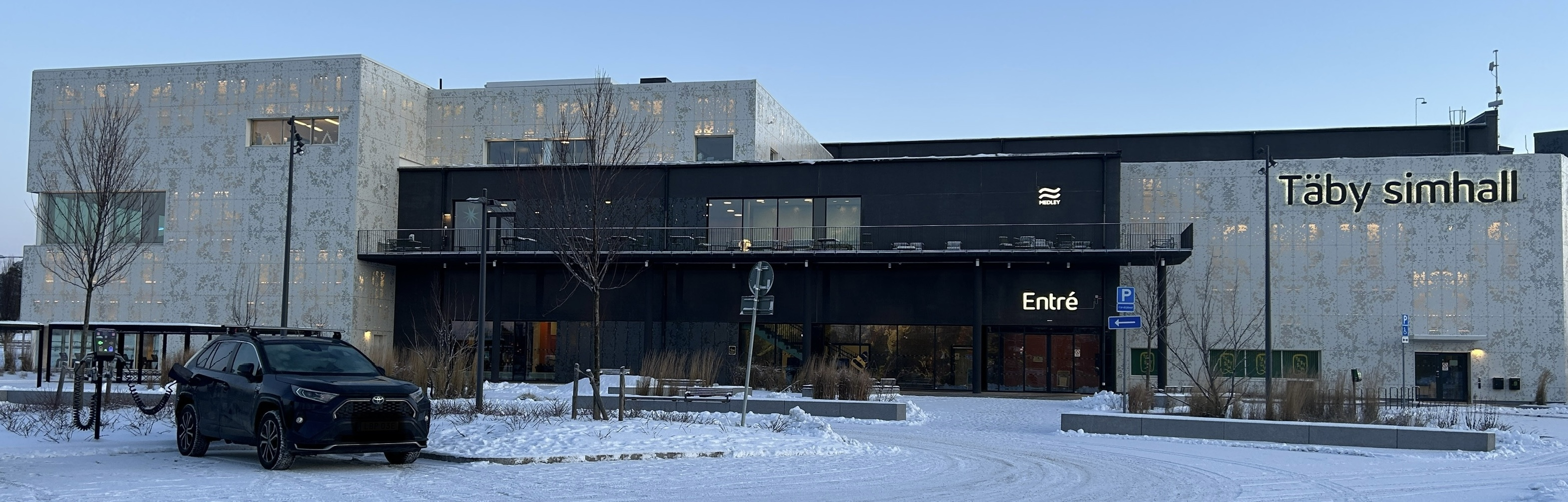
Täby simhall, 2025

Täby simhall är en simhall belägen i Täby kommun strax norr om Stockholm. Den invigdes den 26 november 2022 och är den enda simhallen i Täby. Simhallen uppfördes mellan åren 2019 och 2022 och är ritad av Norconsult.

## Bakgrund
Det gamla Tibblebadet i närheten av Täby centrum uppfördes på 1970-talet och var Täbys största simhall. I början av 2010-talet bedömde man att simhallen var gammal och sliten och behövde totalrenoveras. Men för att det skulle bli mer ekonomiskt intressant och rimligt bedömdes det att en ny simhall skulle vara bra för kommunen.
I april 2019 beslutades det att en ny simhall vid namn Täby simhall skulle byggas intill Täby park. Fördelarna med platsen var att den ligger i centrala Täby, i anslutning till den nya stadsdelen Täby park och med bra kommunikationer.

## Byggprocess och invigning
Byggstarten och det första spadtaget skedde den 29 maj 2020. I november 2022 färdigställdes simhallen och den 26 november 2022 invigdes Täby simhall.

## Byggnaden
Simhallen är ett exempel på modern, hållbar byggnadskonst. Förutom att vara energieffektiv med solpaneler och avancerade värmesystem, används också miljövänliga material i hela byggnaden. Simhallen är utformad för att minimera sin miljöpåverkan.
I byggnaden finns fyra bassänger: två 50-metersbassänger för tävlingssim, motionssim och simskola/simkurser, ett äventyrsbad och en bassäng för grupp- och vattenträning. Det finns också bubbelpool. Vid entrén finns omklädningsrum, café, gym och konferensrum.

## Simklubbsverksamheter
Täby Simhall drivs av Medley. I simhallen finns föreningen Täby Sim.

## Bilder
|  |  |  |
|  |  |  |